# Paracheilinus
Paracheilinus ist eine Gattung kleiner Lippfische aus den Korallenriffen des tropischen Indopazifik. Es gibt insgesamt 20 Arten, von denen 13 im australasiatischen Mittelmeer, 5 im Roten Meer und im westlichen Indischen Ozean und je eine im Gebiet der mikronesischen und melanesischen Inseln vorkommen.

## Merkmale
Paracheilinus-Arten sind sehr bunt. Wie die meisten Lippfische sind Paracheilinus-Arten protogyne Hermaphroditen und werden zuerst als Weibchen oder seltener als kleine, den Weibchen ähnelnde Männchen geschlechtsreif, beides wird als Initialphase bezeichnet. Mit der Zeit verändern die Individuen der Initialphase ihre Farbe und nehmen die prächtigere Färbung der Terminalphase an. Dabei wechseln die Weibchen das Geschlecht. Auch die primären Männchen ändern ihre Farbe und werden danach als sekundäre Männchen bezeichnet. In dieser Phase sind die Fische immer geschlechtsreife Männchen. Die Färbung ist sehr variabel und kann bei der Balz oder beim Imponierverhalten schnell gewechselt werden. Weibchen und Jungtiere nah verwandter Arten sind oft sehr ähnlich gefärbt.

### Morphologie
Paracheilinus-Arten werden 4,1 bis 15 Zentimeter lang. Die meisten Arten bleiben unterhalb von zehn Zentimeter. Ihre Standardlänge beträgt das 2,8- bis 4,1-fache ihrer Körperhöhe. Wie bei Lippfischen der Tribus Pseudocheilini sind die Augen zweigeteilt und funktionieren wie Bifocallinsen. Die Schnauze ist kurz und nimmt nur ein Drittel bis ein Fünftel der Kopflänge ein. Das Maul ist klein und steht schräg. Die Maxillare reicht nicht bis unterhalb des vorderen Augenrandes. Die Prämaxillare ist leicht vorstülpbar (protaktil). Im vorderen Oberkiefer befinden sich drei Paare seitlich hervorstehender Eckzähne; das dritte Paar ist das größte und am stärksten gebogen. Im vorderen Unterkiefer gibt ein vergrößerter Eckzähne. Die Eckzähne sind bei größeren Individuen größer, relativ zur Größe der Fische, und stärker gebogen. Der Gaumen ist unbeschuppt. Der untere Rand und der Winkel des Präoperkulums sind dünn und häutig, der obere Rand ist fein gesägt. Die Kopf- und Rumpfschuppen sind relativ groß. Schnauze, Kinn und der Raum zwischen den Augen ist unbeschuppt. Die Flossenstrahlen von Rücken- und Afterflosse sind schlank und werden nach hinten immer länger. Einige Rückenflossenstrahlen sind bei den Männchen einiger Arten filamentartig verlängert. Die Form der Schwanzflosse ist variabel; sie kann abgerundet sein aber auch halbmondförmig. Die Bauchflossen befinden sich direkt unterhalb der Brustflossen. Sie reichen nicht bis zum Anus.
Morphometrische Angaben:

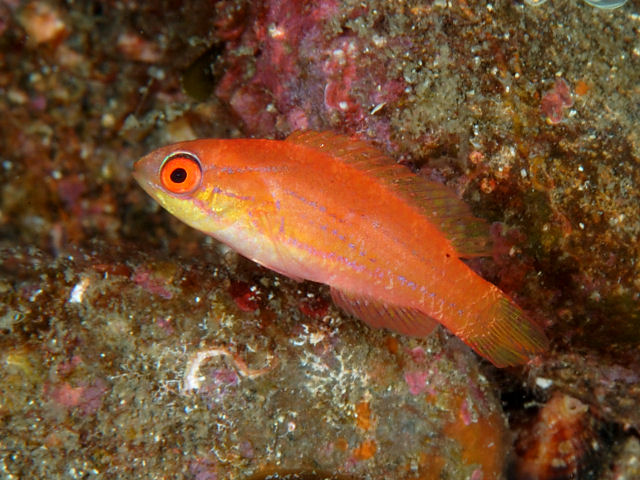
Carpenters Zwerglippfisch (Paracheilinus carpenteri) ♀

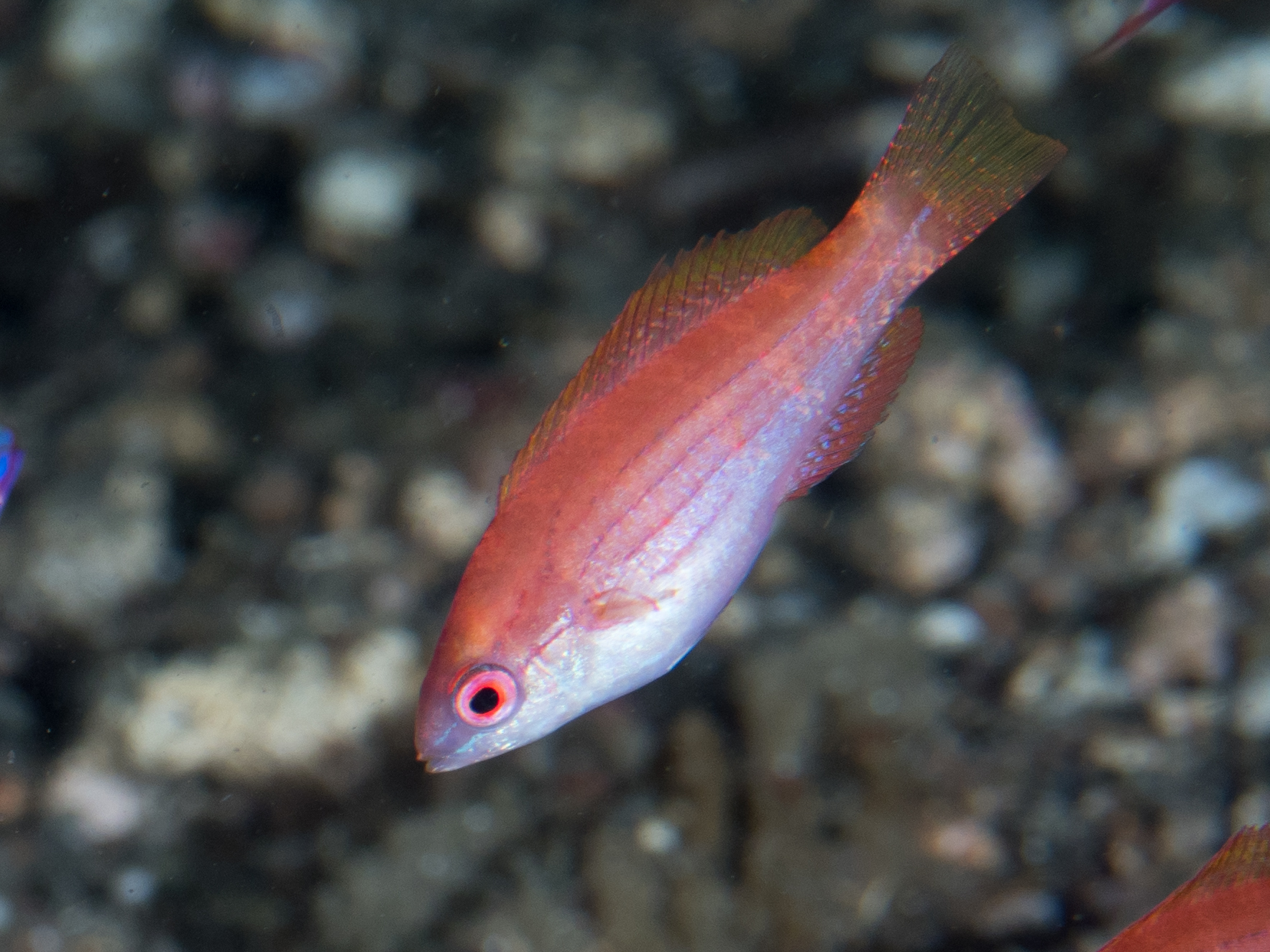
Blauer Zwerglippfisch (Paracheilinus cyaneus) ♀

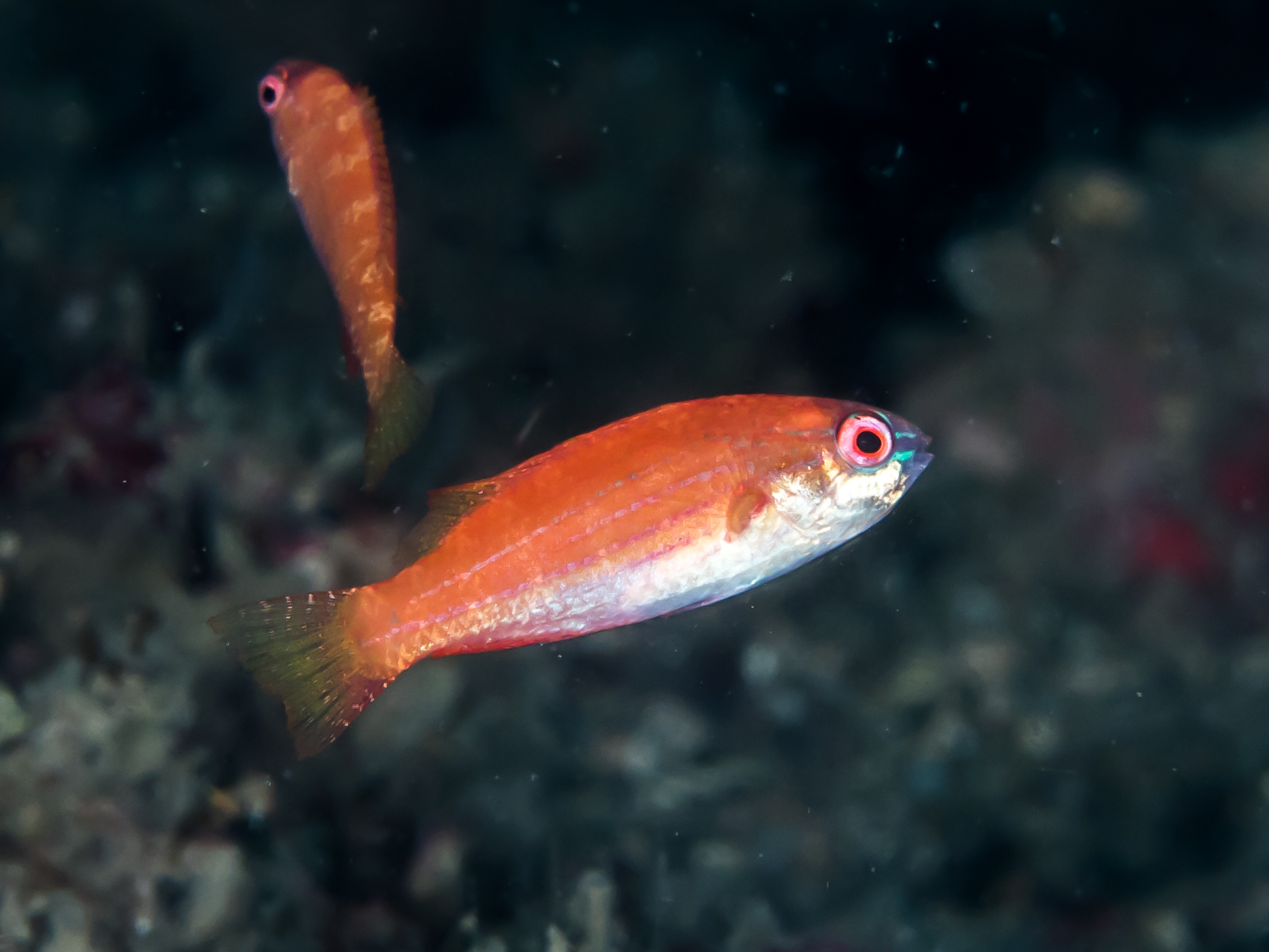
Paracheilinus paineorum ♀

- Flossenformel: Dorsale IX (VIII)/11; Anale III/(8) 9 (10); Pectorale (13) 14 (15); Ventrale I/V; Caudale 13.
- Schuppenformel: SL 15–17 + 4–9 (unterbrochen)
- Wirbel: 25
- Branchiostegalstrahlen: 5
- Kiemenrechen: 13–18

### Vergleich mitCirrhilabrus
Die Gattung Paracheilinus wurde nach der Lippfischgattung Cheilinus benannt, ähnelt jedoch wesentlich mehr der Gattung Cirrhilabrus, sowohl in ihrem Äußeren als auch in ihrer Lebensweise. Beide kommen als Zooplanktonfresser vor allem über Korallenschuttfeldern oder Halimeda-Algenfeldern vor. Ähnlich wie bei Paracheilinus sind die Männchen von Cirrhilabrus außerordentlich bunt gefärbt und zeigen ihre Balzfärbung gegenüber den weniger bunt gefärbten Weibchen etwa 1 bis 2 Stunden vor Sonnenuntergang. Dabei werden die kleinen Cirrhilabrus-Weibchen oft von Paracheilinus-Männchen angebalzt. Gattungshybriden sind bisher aber nicht gefunden worden. Der morphologische Hauptunterschied zwischen beiden Gattungen ist die Anzahl der Rückenflossenstacheln und die Anzahl der Brustflossenstrahlen (9 bzw. 14 bei Paracheilinus vs. 11 bzw. 15 o. 16 bei Cirrhilabrus). Außerdem ist der Rand des Präoperculums bei Cirrhilabrus gesägt, bei Paracheilinus dagegen glatt. Die Männchen einiger Paracheilinus-Arten entwickeln ausgezogene Filamente auf der Rückenflosse. Bei Cirrhilabrus ist dies nicht der Fall. Jungfische mit einer Standardlänge von weniger als 2,5 cm sind sich ebenfalls sehr ähnlich. Juvenile Cirrhilabrus zeigen meistens eine dunklen Fleck oder Sattel auf dem oberen Abschnitt des Schwanzstiels, der bei juvenilen Paracheilinus mit Ausnahme von P. attenuatus niemals vorkommt. Außerdem befindet sich bei den meisten jungen Cirrhilabrus an der Schnauzenspitze ein auffälliger weißer Fleck, während junge Paracheilinus einen weißen, brauenähnlichen Bogen über den Augen besitzen.

## Lebensweise

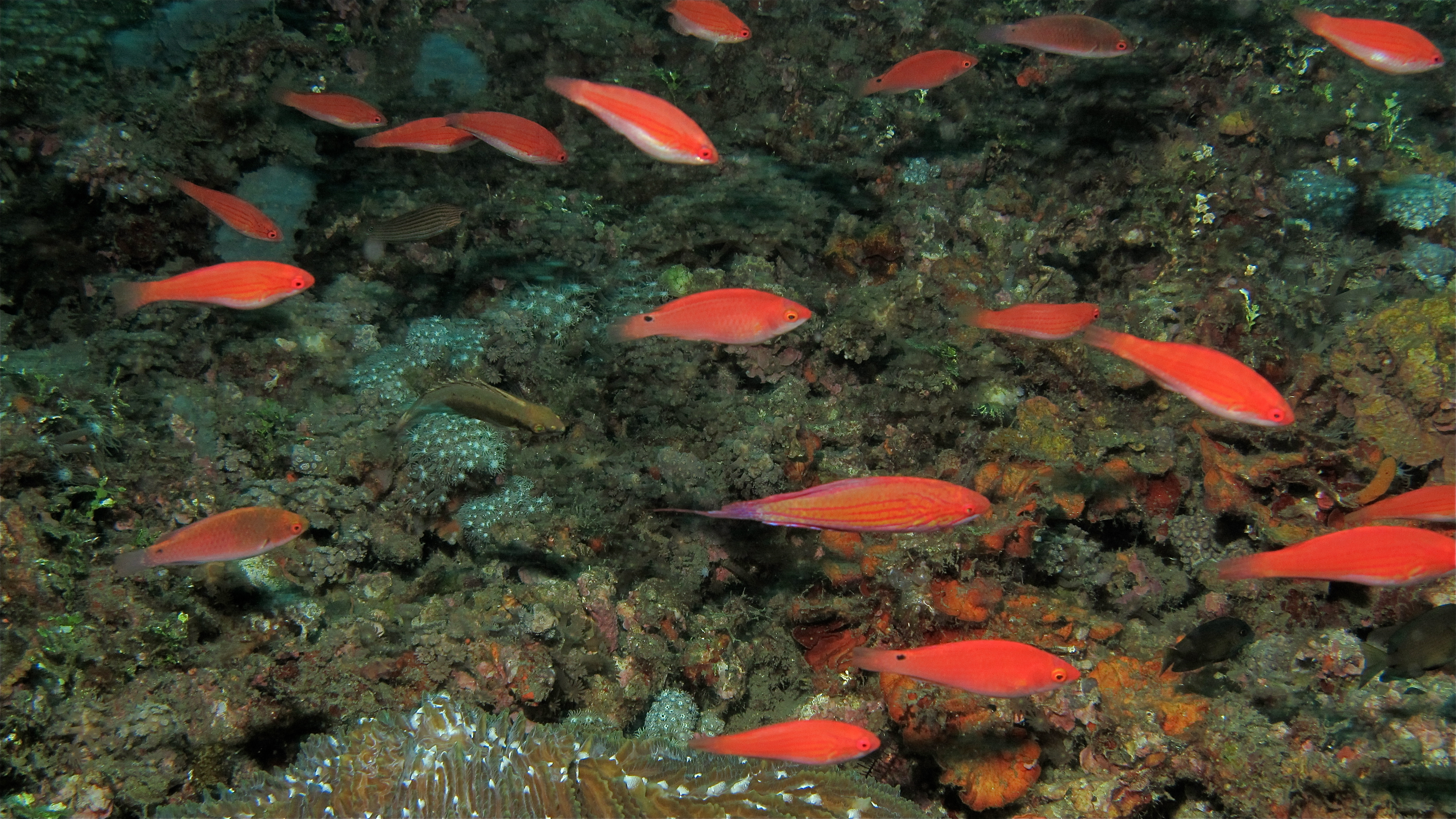
Fahnen-Zwerglippfische (Paracheilinus filamentosus)

Paracheilinus-Arten leben vor allem im flachen Wasser; unterhalb von 40 bis 50 Metern treten weniger Arten auf. In letzter Zeit sind allerdings einige entdeckt worden, die unterhalb einer Tiefe von 100 Metern leben. Die Fische fressen Zooplankton und leben in Gruppen, oft vergesellschaftet mit anderen planktonfressenden Lippfischen (Cirrhilabrus u. a.) und Fahnenbarschen. In diesen Gruppen sind die Weibchen immer erheblich in der Überzahl. Wahrscheinlich bilden sie Haremsgruppen mit einem Männchen. Nachts verbergen sich die Tiere in Felsspalten oder zwischen den Ästen von Acropora-Korallen.
Die Fische laichen täglich etwa 1 bis 2 Stunden vor Sonnenuntergang. Dabei versuchen die Männchen nacheinander mit verschiedenen Weibchen zu laichen. Eine Brutpflege findet nicht statt. Eier und Larven sind pelagisch. In Regionen, in denen mehrere Paracheilinus-Arten vorkommen, kommt es beim gleichzeitigen Ablaichen hin und wieder zu Hybridisierungen.

## Arten
Es gibt 20 Paracheilinus-Arten, die anhand von Unterschieden in ihrer Färbung und Morphologie vier Artenschwärmen zugeteilt werden können:
- filamentosus-Artenschwarm; vier oder mehr filamentartig verlängerte Rückenflossenstrahlen und eine halbmondförmige oder gegabelte Schwanzflosse bei Männchen der Terminalphase.Paracheilinus paineorum ♂

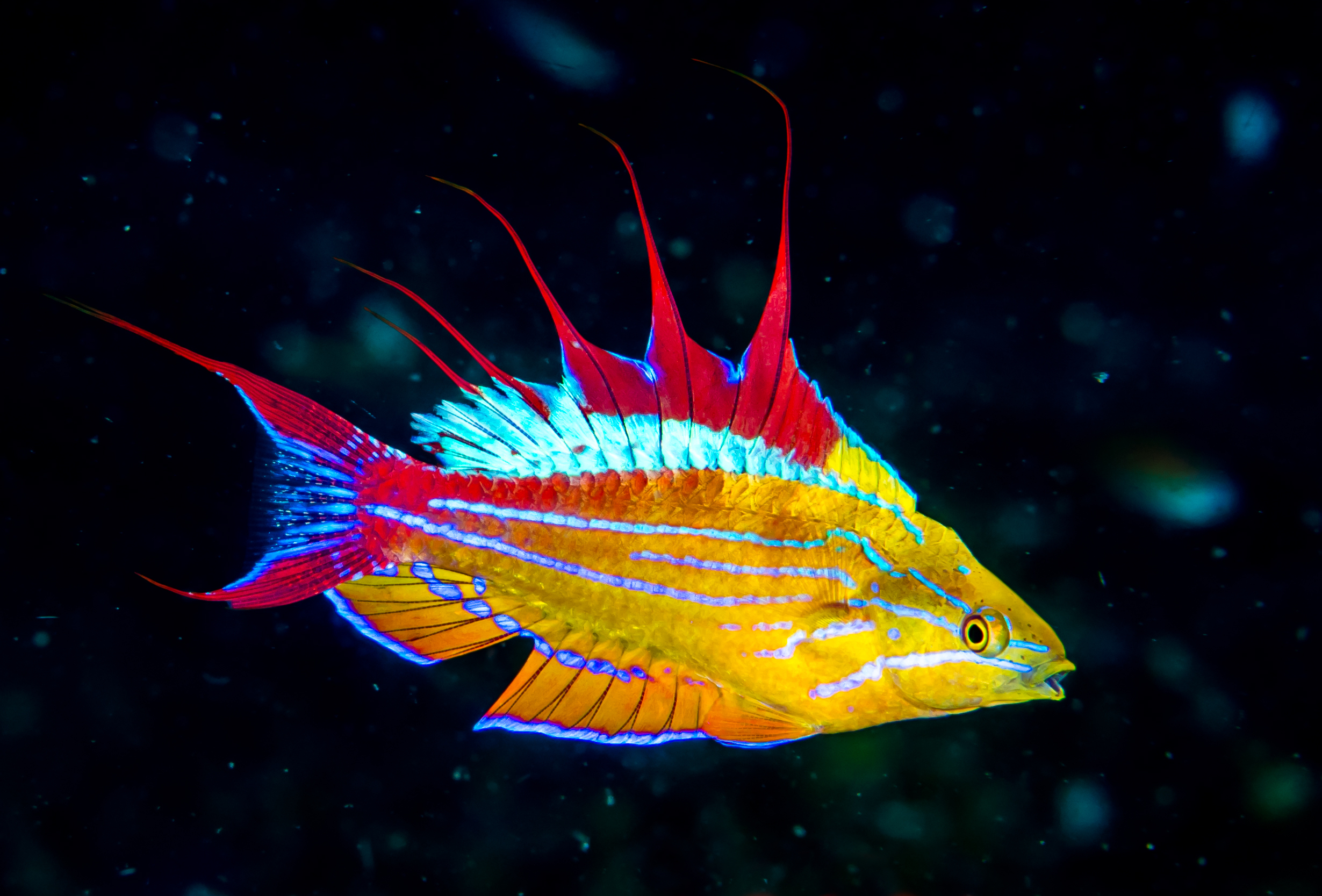
Paracheilinus paineorum ♂

  - Paracheilinus bellae Randall, 1988
  - Blauer Zwerglippfisch (Paracheilinus cyaneus Kuiter & Allen, 1999)
  - Fahnen-Zwerglippfisch (Paracheilinus filamentosus Allen, 1974)
  - Roter Zwerglippfisch (Paracheilinus lineopunctatus Randall & Lubbock, 1981), Zuordnung zur Gruppe nicht sicher da Schwanzflosse abgerundet.
  - Paracheilinus nursalim Allen & Erdmann, 2008
  - Paracheilinus paineorum Allen, Erdmann & Yusmalinda, 2016
  - Paracheilinus togeanensis Kuiter & Allen, 1999, Zuordnung zur Gruppe nicht sicher da keine filamentartig verlängerten Rückenflossenstrahlen.
  - Paracheilinus walton Allen & Erdmann, 2006
  - Paracheilinus xanthocirritus Allen, Erdmann & Yusmalinda, 2016

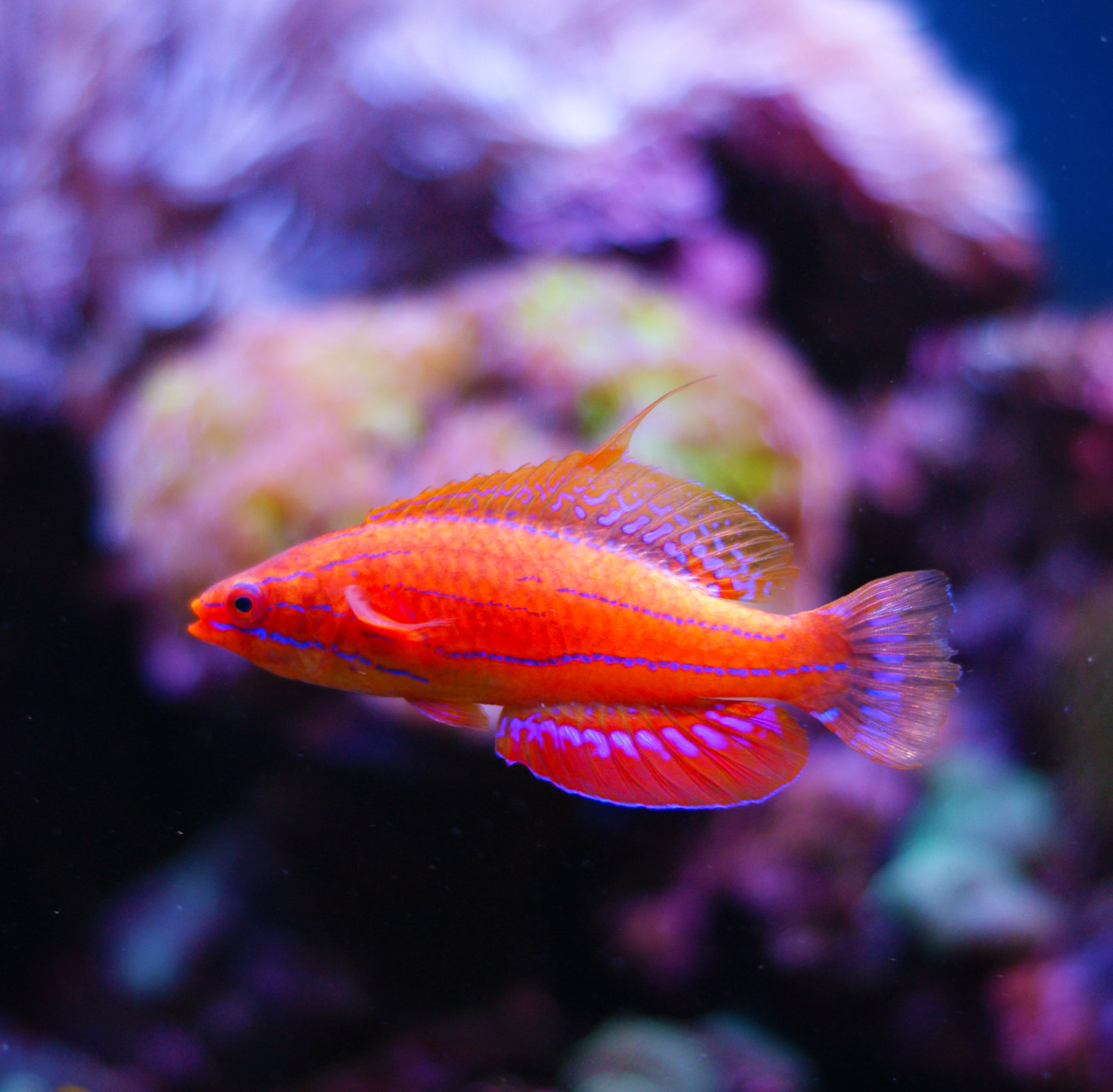
Carpenters Zwerglippfisch (Paracheilinus carpenteri) ♂

- mccoskeri-Artenschwarm; abgerundete Schwanzflosse und ein einzelner, seltener bis zu drei filamentartig verlängerte Rückenflossenstrahlen bei Männchen der Terminalphase.
  - Carpenters Zwerglippfisch (Paracheilinus carpenteri Randall & Lubbock, 1981)
  - Gelbflossen-Zwerglippfisch (Paracheilinus flavianalis Kuiter & Allen, 1999)
  - McCoskers Zwerglippfisch (Paracheilinus mccoskeri Randall & Harmelin-Vivien, 1977)
  - Rotschwanz-Fahnenlippfisch (Paracheilinus rubricaudalis Randall & Allen, 2003)

- angulatus-Artenschwarm; abgerundete (P. alfiani u. P. rennyae) oder leicht halbmondförmige (P. angulatus) Schwanzflosse, abgerundete (P. alfiani u. P. rennyae) oder eckige (P. angulatus) Rückenflosse und ohne filamentartig verlängerte Rückenflossenstrahlen bei Männchen der Terminalphase.
  - Paracheilinus alfiani Allen, Erdmann & Yusmalinda, 2016
  - Königs-Zwerglippfisch (Paracheilinus angulatus Randall & Lubbock, 1981)
  - Paracheilinus rennyae Allen, Erdmann & Yusmalinda, 2013

- Artenschwarm des westlichen Indischen Ozeans; Schwanzflossenform und Färbung variabel, filamentartig verlängerter Rückenflossenstrahl nur bei P. attenuatus.
  - Seychellen-Zwerglippfisch (Paracheilinus attenuatus Randall, 1999)
  - Paracheilinus hemitaeniatus Randall & Harmelin-Vivien, 1977
  - Rotmeer-Zwerglippfisch (Paracheilinus octotaenia Fourmanoir, 1955)
  - Paracheilinus piscilineatus (Cornic, 1987)

Kommen verschiedene Paracheilinus-Arten im gleichen Gebiet vor, so neigen sie aufgrund des gleichen Ablaichverhaltens dazu, miteinander zu hybridisieren. Die Hybriden können für gewöhnlich anhand ihrer Färbung und der Flossenform erkannt werden.

## Systematik
Die Gattung Paracheilinus wurde 1955 durch den französischen Ichthyologen Pierre Fourmanoir eingeführt. Paracheilinus octotaenia, die Typusart war zuvor bei einer Expedition des Forschungsschiffes Calypso im Roten Meer entdeckt und gefangen worden. Paracheilinus ist die Schwestergattung von Cirrhilabrus und gehört somit zu den Zwerglippfischen (Cirrhilabrinae).